# Víspera de Año Nuevo en Londres

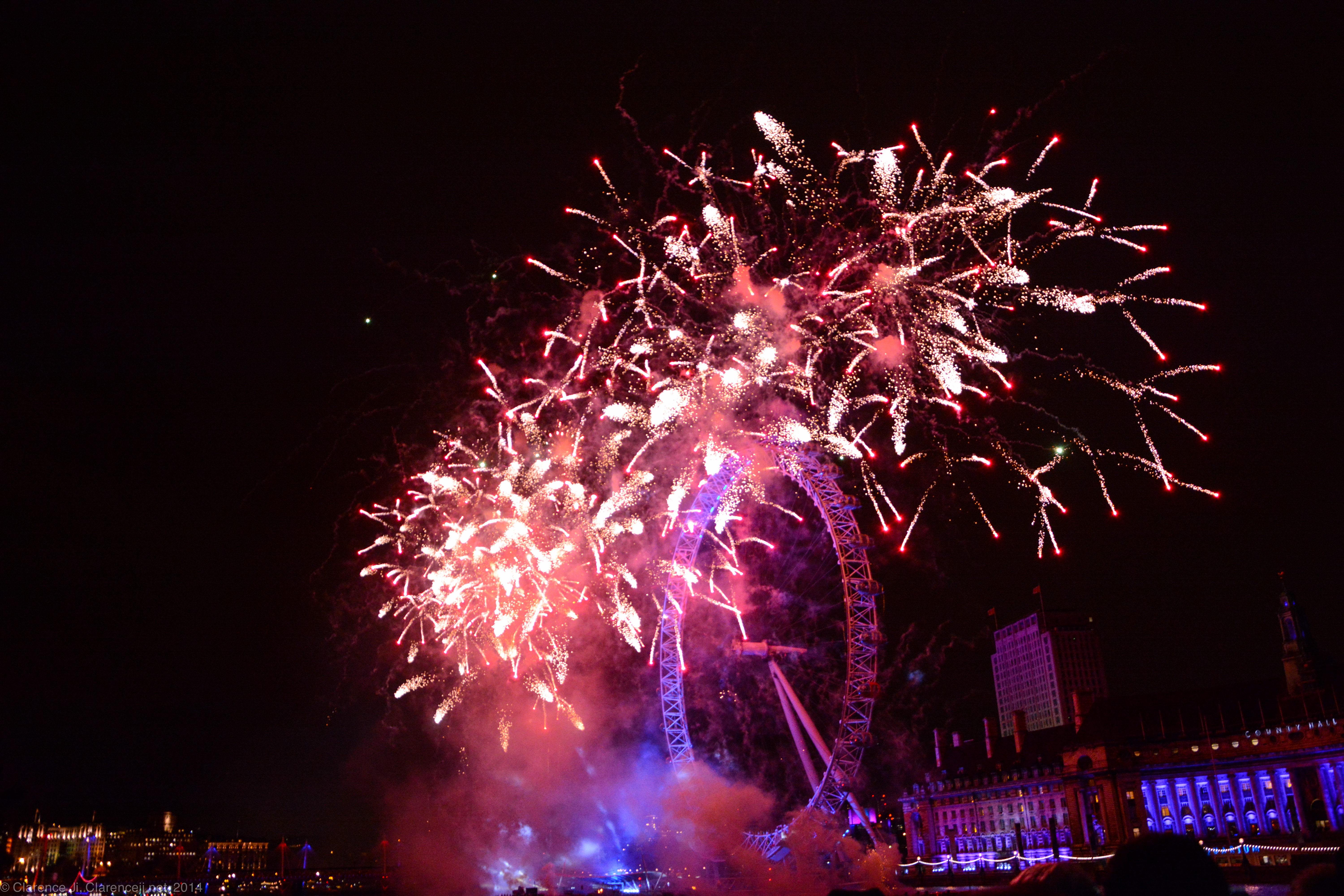
Exhibición 2014

La Víspera de Año Nuevo en Londres consiste de un evento usualmente celebrado cada 31 de diciembre (año nuevo) a la medianoche a muy pocos pasos del emblemático Big Ben, sobre el área dinámica de South Bank, en el corazón de la capital británica. Múltiples cargas pirotécnicas son lanzadas desde diferentes barcazas ubicadas sobre el Río Támesis y el London Eye, sincronizadas a un repertorio de canciones particular y las clásicas campanadas del reloj, que dan la bienvenida al nuevo año.
La primera vez que se organizó el evento fue a finales de 1999, con el fin de celebrar el arribo del año 2000. Debido a diferentes disputas con la ciudad, los fuegos artificiales no volvieron a ser lanzados hasta el año 2004, cuando la empresa multinacional Jack Morton Worldwide empezó a organizar cada espectáculo en nombre del Ayuntamiento de Londres. 
La Víspera de Año Nuevo en Londres ha dejado de ser celebrada desde 2020 hasta la fecha debido al impacto de la Pandemia causada por el COVID-19 en el Mundo, siendo reemplazada por eventos televisivos tanto en ese mismo año como en el 2021, debido a las restricciones y al desconocimiento que causó el Virus en torno a los eventos masivos. Para recibir al 2021, el espectáculo consistió de un enorme número de fuegos artificiales lanzados desde diferentes puntos icónicos de la ciudad, siendo llevado adelante a puertas cerradas.

## Historia

### 2000-2005
Un show de fuegos artificiales de 20 minutos fue organizado por la Autoridad del Gran Londres para celebrar la llegada del año 2000. Dicho show fue producido por la empresa Ten Alps y se estima que fue visualizado por más de tres millones de personas. En las semanas anteriores al mismo, se anunció que el show tendría un efecto lanzado a medianoche que consistiría de llamas de 61 metros de altura ubicadas alrededor del río Támesis, que serían lanzadas a 1046 kilómetros por hora representando la velocidad en la que rota el Planeta. A pesar de que ese efecto cuyos diseñadores nombraron "Río de Fuego" fue tapado por las críticas y varios espectadores que creyeron que el resultado no construyó la imagen que los organizadores tenían presente, los productores de Ten Alps creyeron que el evento fue exitoso, imaginando que el mismo se volvería una tradición anual. Tras la celebración, hubo informes de hacinamientos masivos en el Metro de Londres, debiendo la Policía llevar a cabo horas extras que tuvieron un costo de tres millones de Libras Esterlinas. 
La Autoridad del Gran Londres planeó organizar un segundo evento para darle la bienvenida al 2001, que sería producido por Ten Alps en coproducción con el australiano Syd Howard (Que había previamente trabajado en las Olimpiadas de Sídney 2000 y en la Víspera de Año Nuevo de dicha Ciudad). A diferencia de lo visto en el anterior año, el espectáculo de fuegos artificiales más importante tendría lugar a las 07:00 PM, mientras que uno menor se llevaría a cabo a la medianoche. Así, en noviembre de 2000 se anunció que el evento sería cancelado debido a la preocupación que despertó en la anterior edición el Metro de Londres con su hacinamiento y el costo que tendría que enfrentar la Policía por poner fuera de hora a un mayor número de oficiales. Un aproximado de 80.000 personas se reunieron alrededor de Trafalgar Square para celebrar el nuevo año, siguiendo la tradición que hacía años que se venía llevando adelante. 
Sin embargo, el show de fuegos artificiales retornó para recibir el 2004, con la empresa Jack Morton Worldwide como productora. Para el año siguiente, el asambleísta Bob Neill afirmó que Londres no tenía festividades tan buenas como París o Nueva York, quienes competían en aquel entonces para organizar los Juegos Olímpicos de 2012. "Si nos queremos convertir en un contrincante serio para las Olimpiadas, debemos demostrar que Londres puede organizar un show decentes", expresó. Para respetar a las víctimas del Tsunami de 2004 y rendirles honor, se canceló un espectáculo de luces previamente diseñado y reemplazado por un minuto de silencio previo a la medianoche. 

### 2011-2020
| 2011/2012 | La temática del evento fue "Una celebración olímpica", en relación con las Olimpiadas de Verano que en 2012 la ciudad organizaría por tercera vez en su historia. A medianoche, fuegos artificiales fueron lanzados desde la cima del Big Ben, conteniendo los colores de la Bandera Olímpica. El show duró por 11 minutos, siendo extendido desde los 8 que había llevado hasta el año anterior. |
| 2012/2013 | La temática del evento fue "Lo mejor de 2012", y recopiló los sucesos más importantes que en dicho año acontecieron en la ciudad, tales como los Juegos Olímpicos y el Jubileo de Diamante de la Reina Isabel II. |
| 2013/2014 | La temática del evento fue "Primeros". Antes de la medianoche, una proyección mostró al Alcalde Boris Johnson hablando acerca de las muchas primeras veces que habían llegado a Londres y a Reino Unido. Posteriormente, reveló que los fuegos artificiales lanzados para recibir al 2014 serían los primeros en ser multi-sensoriales, con varios dulces y brazaletes led controlados a la distancia que les fueron entregados a los espectadores en su ingreso a los diferentes puntos de visualización. Mediante un Folleto, se le indicaba a los mismos el comer los dulces antes de la medianoche, para que estén preparados con los sabores y colores que los fuegos artificiales iban a demostrar. Esencias aromáticas y espumas comestibles fueron también lanzadas a través del show. |
| 2014/2015 | La temática del evento fue "Ciudad de clase mundial". El diseñador del espectáculo declaró que los fuegos artificiales se enfocarían en como Londres podría mantener su reputación como ciudad a nivel mundial. Controversialmente, un pase de 10 Libras fue introducido por Boris Johnson para los diferentes puntos de visualización. |
| 2015/2016 | La temática del evento fue "Feliz año Azul". Boris Johnson anunció una colaboración con UNICEF y su campaña para apoyar a los niños víctimas de la Guerra Civil Siria. Como resultado, diferentes lugares icónicos de Londres fueron iluminados de color azul, en apoyo a dicha organización. |
| 2016/2017 | La temática del evento fue "Reflexiones" y consistió en recordar los mejores momentos del año que se iba, recordando la vida de David Bowie, Prince y Ronnie Corbett, artistas que habían fallecido durante el 2016. |
| 2017/2018 | La temática del evento fue "Mujeres 100", en relación con el centenario de la habilitación del sufragio femenino en el país. Una serie de 23 fuegos artificiales fueron lanzados en conjunto con la canción "One Last Time" de Ariana Grande para recordar a las 23 víctimas del Atentado de Mánchester. |
| 2018/2019 | La temática del evento fue "Londres está abierta", siendo los fuegos artificiales lanzados tras la frase "Londres está abierta" hablada en diferentes idiomas, a la vez que el London Eye se teñía con los colores de la Bandera de la UE. Dicha temática despertó las críticas de muchos ciudadanos que apoyaban al Brexit, debido a que contenía gestos políticos innecesarios. |
| 2019/2020 | La temática del evento fue "Nueva década británica" y consistió en diferentes momentos alusivos a la EURO 2020, que tuvo 7 partidos y la final organizada en la ciudad. |
| 2020/2021 | Afectadas por la aparición del COVID-19, las celebraciones se realizaron por primera vez en diferentes puntos de la ciudad, haciendo reflexiones sobre los eventos más especiales del año 2020, marcado por el Virus y la solidaridad del Pueblo ante las dificultades que el mismo impuso. |
| 2021/2022 | Se realizó un homenaje al Teatro Británico y se incluyó el espectáculo de drones más grande de la historia del país, en la segunda ocasión en la que las celebraciones se realizaron bajo la presencia del COVID-19. |
| 2022/2023 | La temática del evento fue "Con amor desde Londres" e incluyó un masivo espectáculo de drones, Luces y Efectos Especiales. Se conmemoró la victoria del Equipo Nacional de Fútbol Femenino en la EURO 2022, la solidaridad de Reino Unido para con los Refugiados Ucranianos que llegaron allí tras la Guerra contra Rusia, los 50 años del Movimiento LGBT en la Ciudad, el fallecimiento de la Reina Elizabeth II y la posterior coronación de su Hijo, el Rey Carlos III. |

### 2020-2022
El 18 de septiembre de 2020, Sadiq Khan afirmó a la LBC que la Víspera de Año Nuevo no sería celebrada como de costumbre debido al impacto de la Pandemia en Gran Bretaña, afirmando a la vez que recomendaría a la comunidad el seguir las leyes de salud pública y los protocolos vigentes en el momento. Khan, al mismo tiempo que la Oficina del Alcalde, expresaron que un evento alternativo sería anunciado. En consecuencia, dicho evento alternativo fue presentado como un programa especial de la BBC, que contendría una recopilación de los mejores momentos del año pasado. Debido a las fuertes restricciones presentes en Londres y en la mayoría del país, todas las reuniones fueron prohibidas y cada uno fue legalmente obligado a permanecer en sus casas a menos que tengan una "Excusa razonable".
El evento consistió de fuegos artificiales, luces y un show de drones alrededor de diferentes puntos importantes de Londres, como el Big Ben, el O2, el Estadio de Wembley o el Puente de la Torre. El espectáculo pagó homenaje a la caminata solidaria organizada por el Capitán Tom, el Servicio Nacional de Salud, las aplicaciones de teleconferencia y el movimiento Black Lives Matter. Al final, se incluyó un discurso narrado por David Attenborough, quien promovió a Londres como la ciudad más "Ambientalmente amigable" en la Víspera de Año Nuevo.
En octubre de 2021, Khan anunció que la ciudad volvería a organizar un evento de fin de año presencial para recibir el año 2022, pero que este aún continuaba sin determinación sobre una nueva ubicación, que sería finalmente Trafalgar Square como en el pasado más que South Bank y los fuegos artificiales de los últimos años. Khan citó la incerteza provocada por el COVID-19 como causa de dicha decisión. Un Vocero de la ciudad admitió que Londres no podría organizar los fuegos artificiales debido al enorme proceso de preparación que existe detrás de ellos, siendo imposible anticipar que restricciones sobre eventos y reuniones podrían tomar efecto para la Víspera de Año Nuevo, como así también el costo que debería pagar la ciudad y los contribuyentes si el evento fuese cancelado. El Secretario de Salud, Sajid Javid, criticó la decisión en una nueva entrevista con la LBC, declarando que los fuegos artificiales ayudarían a darle publicidad a la ciudad, y que habría una forma segura de que puedan tomar lugar. De igual forma, reconoció que dicha decisión no dependía del Gobierno sino del Alcalde, así que esperaba que él pudiese reconsiderar la situación. 
Los detalles alrededor del evento fueron revelados en noviembre, afirmando que el mismo sería de pago e incluiría comida y entretenimiento en vivo dentro de Trafalgar Square, así como una transmisión que sería llevada adelante por la BBC y que sería visualizada por las personas desde pantallas gigantes ubicadas alrededor del lugar. Sin embargo, el 20 de diciembre de 2021 Khan anunció que dicho evento sería cancelado debido al avance de la variante Omicron, pidiendo a los vecinos que se queden en sus casas y vean la transmisión en vivo de la BBC, debido a que dicho evento no será accesible al público. De esa forma, el nuevo año fue recibido con un espectáculo de casi 20 minutos en el cual se usaron diferentes locaciones tales como el Colegio Naval Real, el Puente del Milenio o Greenwich. Al final, el espectáculo de Drones más grande de la historia británica fue realizado, creando coloridas formas alusivas al viejo año sobre el cielo de la ciudad.

### 2023-presente
El 14 de octubre de 2022, el Alcalde de Londres anunció que los Fuegos Artificiales volverían a ser lanzados desde el London Eye por primera vez en tres años, siendo los mismos "Los mejores de la Historia", incluyendo en su muestra tres sorpresas que llegó a caracterizar de "Masivas". Con la temática "Con amor desde Londres", la muestra incluyó un enorme espectáculo de drones, Luces y Efectos Especiales nunca antes vistos, los cuales se ocuparon en ciertos momentos para hacer alusión, como de costumbre, a diferentes momentos importantes del año a terminar. 
Se hizo mención a la victoria del Equipo Femenino de Futbol en la EURO 2022 y los 50 años del Movimiento LGBT en la Ciudad. A su vez, se conmemoró el fallecimiento de la Reina Elizabeth II y la coronación de su Hijo, Carlos III, que tomaría lugar al año siguiente. Momento muy sensible y especial fue el que también pagó homenaje a las víctimas por la Guerra entre Rusia y Ucrania, así como también la resiliencia de la Ciudad en torno a todos los Inmigrantes que allí fueron para escapar de la invasión rusa a ese País.

## Emisión
La Víspera es transmitida cada año por la BBC como parte de su programación de fin de año a través de la televisión y las redes sociales. Sin embargo, otras cadenas nacionales como SkyNews o ITV también hacen su propia programación alrededor de la misma. 